# Liste der Kulturdenkmale in Klanxbüll
In der Liste der Kulturdenkmale in Klanxbüll sind alle Kulturdenkmale der schleswig-holsteinischen Gemeinde Klanxbüll (Kreis Nordfriesland) und ihrer Ortsteile aufgelistet (Stand: 10. März 2025).

## Legende
In den Spalten befinden sich folgende Informationen:
- Objekt-ID: die Nummer des Kulturdenkmales
- Lage: die Adresse des Kulturdenkmales und die geographischen Koordinaten. Kartenansicht, um Koordinaten zu setzen. In der Kartenansicht sind Kulturdenkmale ohne Koordinaten mit einem roten Marker dargestellt und können in der Karte gesetzt werden. Kulturdenkmale ohne Bild sind mit einem blauen Marker gekennzeichnet, Kulturdenkmale mit Bild mit einem grünen Marker.
- Offizielle Bezeichnung: Bezeichnung des Kulturdenkmales
- Beschreibung: die Beschreibung des Kulturdenkmales
- Bild: ein Bild des Kulturdenkmales

## Sachgesamtheiten
| Objekt-ID      | Lage                                      | Offizielle Bezeichnung | Beschreibung | Bild                             |
| -------------- | ----------------------------------------- | ---------------------- | --- | -------------------------------- |
| 40620 Wikidata | Westerweg 23 (54° 52′ 0″ N, 8° 39′ 52″ O) | Kirche mit Ausstattung | Aktualisierung vorgesehen - Begründung: geschichtlich, künstlerisch, städtebaulich, Kulturlandschaft prägend - Schutzumfang: Kirche mit Ausstattung, Glockenhaus, Kirchhof, Grabmale bis 1870, Grabstein Lefsen, Grabstein Lützen | weitere Fotos \| Fotos hochladen |

## Bauliche Anlagen
| Objekt-ID      | Lage                                                      | Offizielle Bezeichnung          | Beschreibung | Bild                             |
| -------------- | --------------------------------------------------------- | ------------------------------- | --- | -------------------------------- |
| 32286 Wikidata | Bahnhofstraße 3 (54° 51′ 43″ N, 8° 40′ 37″ O)             | Bahnhofsgebäude                 | Bahnhofsgebäude; von 1922; eingeschossiger giebelständiger Halbwalmdachbau mit niedrigen traufständigen Flügelbauten, zum Bahnsteig überdeckter Vorbereich, Ziegelfassade in Heimatschutzformen, integriertes mechanisches Stellwerk - Begründung: geschichtlich, städtebaulich, technisch - Schutzumfang: gesamtes Objekt - Denkmaltyp: Bauliche Anlage                                   | weitere Fotos \| Fotos hochladen |
| 39292 Wikidata | Toft 1 (54° 51′ 45″ N, 8° 40′ 44″ O)                      | Landhaus mit Wirtschaftsgebäude | Landhaus; von 1910; traufständiger eingeschossiger Krüppelwalmdachbau mit Satteldachrisalit, Putzfassade mit Ziegelgliederung, hölzerne Gauben und Risalitgiebel mit Sprengwerk; abgesetztes Wirtschaftsgebäude, eingeschossiger Satteldachbau mit Ziegelfassade und Eisenankern. - Begründung: geschichtlich, städtebaulich - Schutzumfang: gesamtes Objekt - Denkmaltyp: Bauliche Anlage | BW                               |
| 2823 Wikidata  | Westerweg 23 (54° 52′ 0″ N, 8° 39′ 52″ O)                 | Kirche mit Ausstattung          | Die evangelische Kirche stammt aus der Zeit Mitte des 13. Jahrhunderts. Alteintragung (Aktualisierung vorgesehen) - Begründung: geschichtlich, künstlerisch, städtebaulich - Schutzumfang: Kirche mit Ausstattung, Glockenhaus - Denkmaltyp: Bauliche Anlage, Sachgesamtheit: Kirche Klanxbüll                                                                                             | weitere Fotos \| Fotos hochladen |
| 45466          | Wiedingharder-Neuer-Koog 11 (54° 51′ 21″ N, 8° 38′ 51″ O) | Wohn- und Wirtschaftsgebäude    | Wohn- und Wirtschaftsgebäude; 1936; eingeschossiger, traufgestreckter Backsteinbau unter eternitgedecktem Schopfwalmdach, Nordfront mit rundbogigem Haus- und Stalleingang, Lootor unter Spitzgiebel und teilweise verbrettertem Stallteil - Begründung: geschichtlich, Kulturlandschaft prägend - Schutzumfang: gesamtes Objekt - Denkmaltyp: Bauliche Anlage                             | BW                               |

## Gründenkmale
| Objekt-ID      | Lage                                       | Offizielle Bezeichnung | Beschreibung | Bild            |
| -------------- | ------------------------------------------ | ---------------------- | --- | --------------- |
| 19312 Wikidata | Westerweg 23 (54° 51′ 59″ N, 8° 39′ 53″ O) | Kirchhof               | Alteintragung (Aktualisierung vorgesehen) - Begründung: geschichtlich, Kulturlandschaft prägend - Schutzumfang: Kirchhof, Grabmale bis 1870, Grabstein Lefsen, Grabstein Lützen - Denkmaltyp: Gründenkmal, Sachgesamtheit: Kirche Klanxbüll | Fotos hochladen |

## Quelle
- Liste der Kulturdenkmale in Schleswig-Holstein – Kreis Nordfriesland (PDF)

- Karte mit allen Koordinaten:
- OSM |
- WikiMap